# Conversations nocturnes
Pour plus de détails, voir Fiche technique et Distribution.
Conversations nocturnes ou Confessions nocturnes au Québec (Talk Radio) est un film américain réalisé par Oliver Stone et sorti en 1988.
Il est inspiré de la pièce de théâtre Talk Radio d'Eric Bogosian et sur le livre Talked to Death: The Life and Murder of Alan Berg de Stephen Singularet (ce dernier relatant la vie d'Alan Berg, avocat et animateur radio assassiné en 1984). Le film reçoit globalement de bonnes critiques de la presse mais ne rencontre pas de succès commercial.

## Synopsis
Barry Champlain est un animateur de radio juif de la station KGAB de Dallas. Très cynique et provocateur, il déchaîne les passions et la haine de ses auditeurs, qui se confessent à lui. Dans son émission nocturne La nuit écoute (Night Talk en VO), il pousse ces intervenants dans leurs retranchements.

## Fiche technique
Sauf indication contraire, les informations mentionnées dans cette section peuvent être confirmées par la base de données cinématographiques IMDb,  présente dans la section « Liens externes ».
- Titre français : Conversations nocturnes
- Titre québécois : Confessions nocturnes
- Titre original : Talk Radio
- Réalisation : Oliver Stone
- Scénario : Eric Bogosian et Oliver Stone, d'après la pièce de Tad Savinar et Eric Bogosian et d'après le livre Talked to Death: The Life and Murder of Alan Berg de Stephen Singular
- Musique : Stewart Copeland
- Photographie : Robert Richardson
- Montage : David Brenner et Joe Hutshing
- Décors : Bruno Rubeo
- Costumes : Ellen Mirojnick
- Production : A. Kitman Ho, Edward R. Pressman

Producteurs délégués : Greg Strangis et Sam Strangis
Producteurs associés : Diane Schneier et Neal Weisman
- Sociétés de production : Cineplex Odeon Films et Ten-Four Productions
- Distribution : Universal Pictures (États-Unis), Amtares (France, VHS)
- Pays de production :  États-Unis
- Genre : drame, thriller
- Durée : 110 minutes
- Dates de sortie[1] :
  - États-Unis : 21 décembre 1988
  - France : 12 avril 1989

## Distribution
- Eric Bogosian  (VF : Daniel Russo ; VQ : Hubert Gagnon)  : Barry Champlain
- Ellen Greene  (VF : Virginie Ledieu ; VQ : Élise Bertrand)  : Ellen
- Leslie Hope  (VQ : Geneviève de Rocray)  : Laura
- John C. McGinley  (VF : Vincent Violette ; VQ : Jean-Luc Montminy) : Stu
- Alec Baldwin  (VF : José Luccioni ; VQ : Mario Desmarais) : Dan
- John Pankow  (VF : Bernard Métraux ; VQ : Luis de Cespedes)  : Dietz
- Michael Wincott  (VF : Emmanuel Curtil ; VQ : Sébastien Dhavernas)  : Kent / Michael / Joe
- Linda Atkinson : Sheila Fleming
- Robert Trebor : Jeffrey Fisher / Francine
- Zach Grenier  (VQ : Jacques Brouillet)  : Sid Greenberg
- Allan Corduner : Vince / Morris
- Anna Thomson

## Production
Le scénario est inspiré de la pièce de théâtre Talk Radio (en) d'Eric Bogosian et Tad Savinar, jouée pour la première fois au Public Theater le 28 mai 1987 et nommée au prix Pulitzer de l'œuvre théâtrale. Alors que l'intrigue de la pièce se déroulait à Cleveland, celle du film est déplacée à Dallas. Le film incorpore par ailleurs des éléments du livre Talked to Death: The Life and Murder of Alan Berg de Stephen Singular qui retrace la vie d'Alan Berg, avocat et animateur radio assassiné en 1984. Pour parfaire son rôle, Eric Bogosian s'inspire par ailleurs de Tom Leykis (en).
Michael Wincott, qui incarne ici Kent, tenait déjà ce rôle dans la pièce de théâtre. John C. McGinley apparait lui aussi dans la pièce et son adaptation, mais dans un rôle différent.
Le tournage a lieu d'avril à mai 1988. Il se déroule au Texas, notamment à Dallas (université méthodiste du Sud, Thanksgiving Park) et Irving (Mercury Studios).

## Accueil
Le film reçoit des critiques globalement positives. Sur l'agrégateur américain Rotten Tomatoes, il récolte 82% d'opinions favorables pour 49 critiques et une note moyenne de 7,1⁄10. Le consensus du site résume les critiques compilées : « Union captivante d'un réalisateur et d'une star au sommet de leurs pouvoirs respectifs, le film offre au spectateur un personnage singulièrement antipathique et nous met au défi de détourner le regard ». Sur Metacritic, il obtient une note moyenne de 66⁄100 pour 21 critiques.
Côté box-office, le film ne rencontre pas le succès. Il ne récolte que 3 468 572 $ sur le sol américain. En France, il n'attire que 29 127 spectateurs.

## Distinctions
Source : Internet Movie Database

### Récompenses
- Berlinale 1989 : Ours d'argent pour une performance individuelle remarquable pour Eric Bogosian
- Chicago Film Critics Association Awards 1989 : acteur le plus prometteur pour Eric Bogosian
- Rubans d'argent 1990 : meilleur doubleur pour Roberto Chevalier (pour la voix italienne d'Eric Bogosian)

### Nominations
- Berlinale 1989 : en compétition officielle pour l'Ours d'or
- Film Independent's Spirit Awards 1989 : meilleure réalisation pour Oliver Stone, meilleure photographie pour Robert Richardson et meilleur acteur pour Eric Bogosian
- Political Film Society Awards 1990 : prix Human Rights